# Luka Brkić
Luka Brkić (* 23. Juli 2002 in Kranj) ist ein slowenischer Fußballspieler.

## Karriere

### Verein
Brkić begann seine Karriere im Jahr 2010 beim NK Triglav Kranj. Im November 2019 stand er erstmals im Profikader von Triglav. Im Juli 2020 gab er dann gegen den NK Celje sein Debüt für Kranj in der 1. SNL. Bis zum Ende der Saison 2019/20 kam er zu drei Einsätzen im Oberhaus, aus dem er mit Triglav allerdings zu Saisonende abstieg. In der Saison 2020/21 absolvierte er dann 18 Partien in der 2. SNL. In der Saison 2021/22 kam er ebenfalls zu 18 Einsätzen. In der Saison 2022/23 kam er bis zur Winterpause zu 14 Zweitligaeinsätzen.
Im Januar 2023 wechselte Brkić zum österreichischen Regionalligisten DSV Leoben. Für Leoben kam er zu sechs Einsätzen in der Regionalliga, mit dem Klub stieg er zu Saisonende in die 2. Liga auf. Nach abermals sechs Meisterschaftsspielen in der zweiten Liga und dem Zwangsabstieg zurück in die Regionalliga, kam er bis zur Winterpause 2024/25 in dieser zu zwölf Ligaeinsätzen. Nach zwei Jahren verließ er den finanziell schwer angeschlagenen Klub, der kurz darauf Konkurs anmelden musste, im Januar 2025 und ist seitdem vereinslos.

### Nationalmannschaft
Brkić spielte 2018 viermal für die slowenische U-16-Auswahl.